# Машавера (село)
Машавера (груз. მაშავერა) — село в Грузии, на территории Дманисского муниципалитета края (мхаре) Квемо-Картли.

## География
Село находится в юго-восточной части Грузии, на правом берегу реки Машаверы, на расстоянии приблизительно 12 километров (по прямой) к востоко-северо-востоку от города Дманиси, административного центра муниципалитета. Абсолютная высота — 856 метров над уровнем моря.

## Население
По результатам официальной переписи населения 2014 года в Машавере проживало 649 человек (325 мужчин и 324 женщины). В национальной структуре населения грузины составляли 97,5 %, армяне — 1,4 %.
| Год  | Население, человек |
| ---- | ------------------ |
| 2002 | 864                |
| 2014 | ↘ 649              |